# Parfondru
Parfondru és un municipi francès situat al departament de l'Aisne i a la regió dels Alts de França. L'any 2007 tenia 347 habitants.

## Demografia

### Població
El 2007 la població de fet de Parfondru era de 347 persones. Hi havia 136 famílies de les quals 28 eren unipersonals (8 homes vivint sols i 20 dones vivint soles), 48 parelles sense fills, 48 parelles amb fills i 12 famílies monoparentals amb fills.
La població ha evolucionat segons el següent gràfic:
Habitants censats

### Habitatges
El 2007 hi havia 146 habitatges, 138 eren l'habitatge principal de la família, 1 era una segona residència i 7 estaven desocupats. 145 eren cases i 1 era un apartament. Dels 138 habitatges principals, 114 estaven ocupats pels seus propietaris, 23 estaven llogats i ocupats pels llogaters i 1 estava cedit a títol gratuït; 2 tenien dues cambres, 20 en tenien tres, 36 en tenien quatre i 80 en tenien cinc o més. 116 habitatges disposaven pel capbaix d'una plaça de pàrquing. A 62 habitatges hi havia un automòbil i a 68 n'hi havia dos o més.

### Piràmide de població
La piràmide de població per edats i sexe el 2009 era:
| Homes | Edats   | Dones |
| ----- | ------- | ----- |
| 0     | 95 o +  | 0     |
| 0     | 90 a 94 | 0     |
| 4     | 85 a 89 | 0     |
| 0     | 80 a 84 | 12    |
| 4     | 75 a 79 | 8     |
| 4     | 70 a 74 | 4     |
| 4     | 65 a 69 | 4     |
| 4     | 60 a 64 | 4     |
| 4     | 55 a 59 | 8     |
| 16    | 50 a 54 | 20    |
| 16    | 45 a 49 | 8     |
| 20    | 40 a 44 | 16    |
| 8     | 35 a 39 | 12    |
| 16    | 30 a 34 | 16    |
| 0     | 25 a 29 | 0     |
| 8     | 20 a 24 | 0     |
| 16    | 15 a 19 | 4     |
| 16    | 10 a 14 | 16    |
| 8     | 5 a 9   | 4     |
| 4     | 0 a 4   | 0     |

## Economia
El 2007 la població en edat de treballar era de 231 persones, 189 eren actives i 42 eren inactives. De les 189 persones actives 171 estaven ocupades (90 homes i 81 dones) i 18 estaven aturades (4 homes i 14 dones). De les 42 persones inactives 15 estaven jubilades, 14 estaven estudiant i 13 estaven classificades com a «altres inactius».

### Ingressos
El 2009 a Parfondru hi havia 140 unitats fiscals que integraven 364 persones, la mediana anual d'ingressos fiscals per persona era de 19.527 €.

### Activitats econòmiques
Dels 5 establiments que hi havia el 2007, 3 eren d'empreses de construcció, 1 d'una empresa de transport i 1 d'una empresa classificada com a «altres activitats de serveis».
Dels 3 establiments de servei als particulars que hi havia el 2009, 2 eren lampisteries i 1 empresa de construcció.

## Equipaments sanitaris i escolars
El 2009 hi havia una escola elemental.

## Poblacions més properes
El següent diagrama mostra les poblacions més properes.